# Cosmosoma juanita
Cosmosoma juanita är en fjärilsart som beskrevs av Leopold Martin Neuman 1894. Cosmosoma juanita ingår i släktet Cosmosoma och familjen björnspinnare. Inga underarter finns listade i Catalogue of Life.